# Азов (гора)
Азо́в — гора в Полевском городском округе Свердловской области России. Расположена в 8 километрах от города Полевского, рядом с посёлком Зюзельским. Одна из вершин Уфалейского водораздельного хребта Среднего Урала.
Является памятником природы и местом туристического паломничества, благодаря известности по сказу П. П. Бажова «Дорогое имячко».

## Описание
Горный массив сложен шаровыми лавами базальтового состава, которые пересекаются вертикально падающими жилами диабазов, мощность жил варьируется от нескольких сантиметров до десятков метров. Эти диабазовые жилы и образуют скальные обнажения двух вершин горы. Они делят гору на Большой и Малый Азов. Высота главной вершины Большой Азов — 589 метров над уровнем моря; южнее располагается скалистая вершина Малого Азова — 565 метров. Высота скал достигает 25 метров и более. Со скал открывается панорама лесов и города Полевского.
В низовьях горы, по речке Железенке, одно время разрабатывался богатейший золотой прииск.

## Происхождение названия
Существуют несколько версий происхождения названия.
По топонимической версии А. К. Матвеева и Н. П. Архиповой, конфигурация скал (острый зубчатый гребень) даёт основание полагать, что «Азов» — это татарское слово «азау», что в переводе значит «зуб». В других тюркских языках это слово переводится как «клык», «острие», «жало».

## Пещера
Гора имеет грот, где были найдены 10 идолов.
В энциклопедии «Россия. Полное географическое описание нашего отечества» 1914 года сказано, что гора будто имеет пещеры, ныне обвалившиеся. Но поскольку гора состоит из вулканической породы и едва ли может иметь пещеры, предполагалось, что пещеры искусственного происхождения. По преданиям, в этих пещерах жили разбойники. Также было множество местных преданий о девке Азовке, стерегущей клады, что связывалось с тем, что внизу горы одно время разрабатывался богатейший золотой прииск.
П. П. Бажов писал про пещеру с обвалившимся входом, фигурировавшую в преданиях, которая нашла отражение в его сказе «Дорогое имячко»:

А самоглавная пещера в Азов-горе была. Огромаднейшая — под всюё гору шла. Теперь ход-от есть, только обвалился будто маленько. …
Пол, напримерно, гладкий — прегладкий, из самого лучшего мрамору, а посредине ключ, и вода, как слеза. А кругом золотые штабеля понаторканы как вот на площади дрова, и тут же, не менее угольной кучи, кразелитов насыпано… …
Охотников в ту пещеру пробраться много было. Всяко старались. Штольни били — не вышло толку. Даже диомит, слышь-ко, не берет.
— Бажов П. П. «Дорогое имячко»

## Археологические объекты
Появившимися в 1939 году в книжных магазинах сказы П. П. Бажова зачитывалась вся детвора Урала. Ребята поселка Полевского, являвшегося центральным в сказочных событиях, решили непременно найти клад на Азов-горе. В сентябре 1940 года, перевернув множество камней, под плитой у обрыва они нашли металлические предметы. Несколько ребята разломали, надеясь обнаружить золото, но не нашли. Таким образом было найдено 44 древних медных и бронзовых культовых изделия. На следующий день в Полевский приехали узнавшие о находках Бажов и сотрудник музея Н. Н. Бортвин. По настоянию Бажова ребята передали большую часть находок в Свердловский краеведческий музей. Чуть позже, в гроте, были найдены 10 идолов, обращённых лицами на восток.
Находки выполнены в Пермском зверином стиле и включают: птицевидные идолы, антропоморфные изображения, круглые бляхи, зеркало с ручкой, обломок серебряного диска, наконечник копья, глиняные черепки и другие. Хранятся в Екатеринбургском и Полевском краеведческих музеях. Они относятся к IV—III вв. до н. э. и связаны с мансийским стойбищем.
По мнению археолога Е. М. Берс, в железном веке гора служила святилищем древнего человека или жертвенным местом.
Фигурки на Урале находили ещё в XVIII веке. Генерал-майор В. И. де Геннин писал: «В прежних годеях на оных местах жила чють, вогулича и вотяки, понеже находились в тех местах старинные (идолы), деланные ис красной меди».
Специфичен состав находок: их основную массу всегда составляют птицевидные изображения от 24 (сохранившихся) в кладе с Азов-горы, 14 — с озера Куяш-Огневского до 2-3 с горы Малой и посёлка Ботники. Во всех кладах птицевидные сопровождаются предметами круглой формы: бляхами, зеркалами, фигуркой свернувшегося в кольцо волка с Азов-горы. Антропоморфные фигуры найдены лишь в некоторых случаях. Оружие встречается редко, в отличие от западно-сибирских и приуральских комплексов. Фигурки, как и все предметы иткульской культуры, отливались из меди.
Иткульские металлурги добывали трением «живой огонь», необходимой для выплавки металла. По совокупности находок представляется, что в обряд производившийся в святилище-кузнице входило разжигание «живого огня» на овальной площадке с применением пряслица, а затем в костер помещали жертвенную пищу для духов огня и воздуха. В ритуале имели значение медные изображения птиц — вместилищ этих духов или духов предков. Поскольку не всякая плавка металла удавалась, возможно, что покалеченные фигурки птиц являются следствием того, что «дух вовремя не помог» металлургам. Можно полагать, что подобные святилища сопровождали многие археологические металлургические комплексы: на горе Караульной у Северского завода, на мысе Толстик Исетского озера.

## Охрана природы
Скалы на горе Азов — геологический, геоморфологический и природно-исторический памятник природы. Площадь памятника — 217 га.

## В фольклоре и литературе
На горе неоднократно бывали писатели Павел Бажов, Борис Рябинин, Николай Никонов, описавшие её в своих произведениях.
В частности, Азов-гора упоминается в сказе Бажова «Дорогое имячко», основой для которого послужили народные предания о «девке Азовке». Он писал, что на этой горе сходились два вида сказов: кладоискательские — о кладах, «захороненных в горе вольными людьми», жившими тут, вблизи «старой дороги»; и горняцкие — пытавшиеся объяснить происхождение и скопление здесь «земельных богатств» понятиями «стара земля», «стары люди» и «тайна сила».
Бажов приводит ряд фольклорных версий происхождения названия. Будто бы гора названа по имени жившего при ней некоего разбойника по имени Азов (вариации: Айзин или Азин), при этом иногда считают его сподвижником Емельяна Пугачёва. Пугачев мол стоял на Думной горе («три дня сидел, думал, оттого Думная и называется»), а Азов — на Азов-горе. По другим версиям не было Пугачёва, а Азов был просто разбойником. Мимо горы проходил торговый путь, по которому купцы перевозили драгоценные камни и золото. С этих двух гор разбойники подавали друг другу сигналы кострами о появлении купцов и грабили их. По сказу «Дорогое имячко», наоборот, в пещере горы жили «стары люди» (манси, чудь белоглазая), и подавали огнём сигналы заметив кладоискателей, после чего их убивали.
Следующая версия связана с девушкой Азовкой, по имени которой назвали гору. Существует множество сюжетов о ней. Что она получила это прозвище, будучи женой атамана разбойников по имени Азов, или что её так и звали. Что она была пленённой татарами девицей, или, наоборот, татарской царевной, женой атамана разбойников, дочерью хозяина медеплавильных цехов, или была одной из «старых людей», что описано в сказе «Дорогое имячко».

## В музыке
Симфоническая поэма «Азов-гора» композитора Алексея Муравлёва отмечена Сталинской премией (1950).